# Gettysburg National Military Park
Le Gettysburg National Military Park est une aire protégée américaine située dans le comté d'Adams, en Pennsylvanie. Établi le 11 février 1895, ce parc militaire national protège le site de la bataille de Gettysburg, pendant la guerre de Sécession. Inscrit au Registre national des lieux historiques depuis le 15 octobre 1966, il est géré par le National Park Service.